# Mistrovství České republiky v orientačním běhu 2012
20. ročník Mistrovství České republiky v orientačním běhu proběhl v roce 2012 ve čtyřech individuálních a dvou týmových disciplínách.

## Nejúspěšnější závodníci
Pořadí závodníků podle získaných medailí (tzv. olympijského hodnocení) všech mistrovských kategorií (D16 – mladší dorostenky, D18 – starší dorostenky, D20 – juniorky, D21 – ženy, H16 – mladší dorostenci, H18 – starší dorostenci, H20 – junioři, H21 – muži) v individuálních disciplínách v roce 2012. Uvedeni jsou závodníci, kteří získali alespoň dvě medaile a zároveň alespoň jednu zlatou medaili.
| Medailové pořadí závodníků na MČR v hlavních kategoriích | Medailové pořadí závodníků na MČR v hlavních kategoriích | Medailové pořadí závodníků na MČR v hlavních kategoriích | Medailové pořadí závodníků na MČR v hlavních kategoriích | Medailové pořadí závodníků na MČR v hlavních kategoriích |
| Jméno                                                    | 1. místo                                                 | 2. místo                                                 | 3. místo                                                 | Celkem                                                   |
| -------------------------------------------------------- | -------------------------------------------------------- | -------------------------------------------------------- | -------------------------------------------------------- | -------------------------------------------------------- |
| Jonáš Hubáček                                            | 3                                                        |                                                          |                                                          | 3                                                        |
| Jan Procházka                                            | 2                                                        | 1                                                        |                                                          | 3                                                        |
| Petra Hančová                                            | 2                                                        | 1                                                        |                                                          | 3                                                        |
| Vojtěch Kettner                                          | 2                                                        |                                                          |                                                          | 2                                                        |
| Markéta Novotná                                          | 2                                                        |                                                          |                                                          | 2                                                        |
| Petra Pavlovcová                                         | 2                                                        |                                                          |                                                          | 2                                                        |
| Iveta Duchová                                            | 1                                                        | 2                                                        | 1                                                        | 4                                                        |
| Jan Petržela                                             | 1                                                        | 2                                                        |                                                          | 3                                                        |
| Štěpán Mudrák                                            | 1                                                        | 2                                                        |                                                          | 3                                                        |
| Lenka Svobodová                                          | 1                                                        | 1                                                        |                                                          | 2                                                        |
| Anna Štičková                                            | 1                                                        |                                                          | 1                                                        | 2                                                        |
| Barbora Hrušková                                         | 1                                                        |                                                          | 1                                                        | 2                                                        |
| Kateřina Chromá                                          | 1                                                        |                                                          | 1                                                        | 2                                                        |
| Marek Minář                                              | 1                                                        |                                                          | 1                                                        | 2                                                        |
| Michal Hubáček                                           | 1                                                        |                                                          | 1                                                        | 2                                                        |
| Tomáš Dlabaja                                            | 1                                                        |                                                          | 1                                                        | 2                                                        |

## Mistrovství ČR v nočním OB
| Datum závodu   | 21. 4. 2012     |  | Místo konání    | Praha - Lipence • aréna                                           |  | Pořadatel       | VSK ČVUT Fakulta Stavební Praha |
| Ředitel závodu | Ondřej Skripnik |  | Hlavní rozhodčí | Pavel Kurfürst                                                    |  | Stavitelé tratí | Karel Nitsch                    |
| Název mapy     | Cukrák 12°      |  | Web závodu      | https://web.archive.org/web/20180110174721/http://2012.mcrnob.cz/ |  | Výsledky závodu |                                 |

| Zkrácené výsledky             | Zkrácené výsledky       | Zkrácené výsledky           | Zkrácené výsledky       | Zkrácené výsledky       | Zkrácené výsledky | Zkrácené výsledky       | Zkrácené výsledky        | Zkrácené výsledky       | Zkrácené výsledky       |
| Pořadí                        | H21 – muži              | H21 – muži                  | H21 – muži              | H21 – muži              | Pořadí            | D21 – ženy              | D21 – ženy               | D21 – ženy              | D21 – ženy              |
| ----------------------------- | ----------------------- | --------------------------- | ----------------------- | ----------------------- | ----------------- | ----------------------- | ------------------------ | ----------------------- | ----------------------- |
| Zlatá medaile                 | Jan Procházka           | SK Praga                    | 1:10:39                 |                         | Zlatá medaile     | Adéla Indráková         | SK Žabovřesky Brno       | 56:56                   |                         |
| Stříbrná medaile              | Jan Šedivý              | SK Praga                    | 1:15:51                 | +5:12                   | Stříbrná medaile  | Zuzana Jedličková       | OK Slavia Hradec Králové | 57:00                   | +0:04                   |
| Bronzová medaile              | Pavel Kubát             | OK 99 Hradec Králové        | 1:16:34                 | +5:55                   | Bronzová medaile  | Iveta Duchová           | OK Lokomotiva Pardubice  | 59:15                   | +2:19                   |
| 4                             | Jan Mrázek              | OK Sparta Praha             | 1:18:33                 | +7:54                   | 4                 | Eva Kabáthová           | SK Žabovřesky Brno       | 1:00:13                 | +3:17                   |
| 5                             | Eduard Šmehlík          | OK Slavia Hradec Králové    | 1:18:47                 | +8:08                   | 5                 | Barbora Baldrianová     | USK Praha                | 1:05:07                 | +8:11                   |
| 6                             | Michal Horáček          | Slavia Liberec orienteering | 1:19:00                 | +8:21                   | 6                 | Simona Karochová        | Oddíl OB Kotlářka        | 1:05:32                 | +8:36                   |
| 7                             | Pavel Hradec            | OOB TJ Turnov               | 1:19:03                 | +8:24                   | 7                 | Eliška Kuncová          | SK Severka Šumperk       | 1:05:35                 | +8:39                   |
| 7                             | Radek Nožka             | OK Lokomotiva Pardubice     | 1:19:03                 | +8:24                   | 8                 | Katarína Labašová       | Magnus Orienteering      | 1:05:42                 | +8:46                   |
| 9                             | Tomáš Udržal            | OK Lokomotiva Pardubice     | 1:19:43                 | +9:04                   | 9                 | Lenka Mechlová          | OK Slavia Hradec Králové | 1:08:23                 | +11:27                  |
| 10                            | Jan Flašar              | SK Praga                    | 1:19:57                 | +9:18                   | 10                | Kristýna Kovářová       | Oddíl OB Kotlářka        | 1:08:44                 | +11:48                  |
| Pořadí                        | H20 – junioři           | H20 – junioři               | H20 – junioři           | H20 – junioři           | Pořadí            | D20 – juniorky          | D20 – juniorky           | D20 – juniorky          | D20 – juniorky          |
| Zlatá medaile                 | Vít Zakouřil            | OOB TJ Turnov               | 1:00:58                 |                         | Zlatá medaile     | Barbora Hrušková        | SK Žabovřesky Brno       | 41:23                   |                         |
| Stříbrná medaile              | Filip Hadač             | Orientační Běh Opava        | 1:01:36                 | +0:38                   | Stříbrná medaile  | Johanka Šimková         | SOB Olomouc              | 44:32                   | +3:09                   |
| Bronzová medaile              | Adam Chloupek           | OOB TJ Turnov               | 1:05:23                 | +4:25                   | Bronzová medaile  | Sára Nožková            | TJ TŽ Třinec             | 45:57                   | +4:34                   |
| Pořadí                        | H18 – starší dorostenci | H18 – starší dorostenci     | H18 – starší dorostenci | H18 – starší dorostenci | Pořadí            | D18 – starší dorostenky | D18 – starší dorostenky  | D18 – starší dorostenky | D18 – starší dorostenky |
| Zlatá medaile                 | Marek Minář             | Magnus Orienteering         | 41:12                   |                         | Zlatá medaile     | Kateřina Chromá         | SK Žabovřesky Brno       | 32:28                   |                         |
| Stříbrná medaile              | Lukáš Kettner           | OK Kamenice                 | 41:49                   | +0:37                   | Stříbrná medaile  | Marie Procházková       | OK Kamenice              | 34:06                   | +1:38                   |
| Bronzová medaile              | Petr Horvát             | Magnus Orienteering         | 42:07                   | +0:55                   | Bronzová medaile  | Markéta Tesařová        | SK Žabovřesky Brno       | 36:04                   | +3:36                   |
| Pořadí                        | H16 – mladší dorostenci | H16 – mladší dorostenci     | H16 – mladší dorostenci | H16 – mladší dorostenci | Pořadí            | D16 – mladší dorostenky | D16 – mladší dorostenky  | D16 – mladší dorostenky | D16 – mladší dorostenky |
| Zlatá medaile                 | Matouš Fürst            | TJ Loko Liberec             | 38:20                   |                         | Zlatá medaile     | Petra Hančová           | OOS TJ Spartak Vrchlabí  | 31:33                   |                         |
| Stříbrná medaile              | Matěj Mašata            | OK 99 Hradec Králové        | 39:13                   | +0:53                   | Stříbrná medaile  | Tereza Odehnalová       | KOB ALFA Brno            | 33:08                   | +1:35                   |
| Bronzová medaile              | Vojtěch Illner          | Oddíl OB Kotlářka           | 39:27                   | +1:07                   | Bronzová medaile  | Kateřina Argalášová     | TJ TŽ Třinec             | 33:52                   | +2:19                   |
| << předchozí • následující >> |                         |                             |                         |                         |                   |                         |                          |                         |                         |

Souhrnné informace naleznete v článku Mistrovství České republiky v nočním orientačním běhu.

## Mistrovství ČR ve sprintu
| Datum závodu   | 1. 6. 2012   |  | Místo konání    | Děčín • aréna |  | Pořadatel       | KOB Děčín                     |
| Ředitel závodu | Luboš Přibyl |  | Hlavní rozhodčí | Petr Karvánek |  | Stavitelé tratí | Vladislav Nehasil, Petr Vlček |
| Název mapy     | Nomisterion  |  | Web závodu      |               |  | Výsledky závodu |                               |

| Zkrácené výsledky             | Zkrácené výsledky       | Zkrácené výsledky        | Zkrácené výsledky       | Zkrácené výsledky       | Zkrácené výsledky | Zkrácené výsledky            | Zkrácené výsledky                    | Zkrácené výsledky       | Zkrácené výsledky       |
| Pořadí                        | H21 – muži              | H21 – muži               | H21 – muži              | H21 – muži              | Pořadí            | D21 – ženy                   | D21 – ženy                           | D21 – ženy              | D21 – ženy              |
| ----------------------------- | ----------------------- | ------------------------ | ----------------------- | ----------------------- | ----------------- | ---------------------------- | ------------------------------------ | ----------------------- | ----------------------- |
| Zlatá medaile                 | Tomáš Dlabaja           | OOB TJ Turnov            | 12:39                   |                         | Zlatá medaile     | Iveta Duchová                | OK Lokomotiva Pardubice              | 13:49                   |                         |
| Stříbrná medaile              | Jan Procházka           | SK Praga                 | 12:41                   | +0:02                   | Stříbrná medaile  | Adéla Jakobová               | SOB Olomouc                          | 14:33                   | +0:44                   |
| Bronzová medaile              | Jan Flašar              | SK Praga                 | 13:14                   | +0:35                   | Bronzová medaile  | Ivana Bochenková             | Sportcentrum Jičín                   | 14:42                   | +0:53                   |
| 4                             | Eduard Šmehlík          | OK Slavia Hradec Králové | 13:15                   | +0:36                   | 4                 | Jana Knapová                 | OK Lokomotiva Pardubice              | 14:45                   | +0:56                   |
| 5                             | Martin Poklop           | SK Severka Šumperk       | 13:29                   | +0:50                   | 4                 | Eva Kabáthová                | SK Žabovřesky Brno                   | 14:45                   | +0:56                   |
| 6                             | Štěpán Kodeda           | Sportcentrum Jičín       | 13:30                   | +0:51                   | 6                 | Kristýna Kovářová            | Oddíl OB Kotlářka                    | 14:46                   | +0:57                   |
| 7                             | Petr Losman             | OK 99 Hradec Králové     | 13:31                   | +0:52                   | 7                 | Katarína Labašová            | Magnus Orienteering                  | 14:57                   | +1:08                   |
| 8                             | Roman Zbranek           | Magnus Orienteering      | 13:33                   | +0:54                   | 8                 | Monika Topinková             | OK 99 Hradec Králové                 | 15:05                   | +1:16                   |
| 9                             | Adam Chromý             | SK Žabovřesky Brno       | 13:34                   | +0:55                   | 9                 | Zuzana Hermanová             | OK Lokomotiva Pardubice              | 15:07                   | +1:18                   |
| 10                            | Radek Nožka             | OK Lokomotiva Pardubice  | 13:44                   | +1:05                   | 10                | Adéla Indráková Marie Dlouhá | SK Žabovřesky Brno Oddíl OB Kotlářka | 15:13                   | +1:24                   |
| Pořadí                        | H20 – junioři           | H20 – junioři            | H20 – junioři           | H20 – junioři           | Pořadí            | D20 – juniorky               | D20 – juniorky                       | D20 – juniorky          | D20 – juniorky          |
| Zlatá medaile                 | Marek Schuster          | Orientační Běh Opava     | 12:29                   |                         | Zlatá medaile     | Tereza Novotná               | OK 99 Hradec Králové                 | 14:17                   |                         |
| Stříbrná medaile              | Jan Petržela            | OK 99 Hradec Králové     | 12:34                   | +0:05                   | Stříbrná medaile  | Markéta Poloprutská          | OOB TJ Turnov                        | 14:41                   | +0:24                   |
| Bronzová medaile              | Michal Hubáček          | OOB TJ Slovan Luhačovice | 13:31                   | +1:02                   | Bronzová medaile  | Vendula Horčičková           | SOB Olomouc                          | 14:48                   | +0:31                   |
| Pořadí                        | H18 – starší dorostenci | H18 – starší dorostenci  | H18 – starší dorostenci | H18 – starší dorostenci | Pořadí            | D18 – starší dorostenky      | D18 – starší dorostenky              | D18 – starší dorostenky | D18 – starší dorostenky |
| Zlatá medaile                 | Jonáš Hubáček           | OOB TJ Slovan Luhačovice | 13:52                   |                         | Zlatá medaile     | Lenka Svobodová              | OOB TJ Lokomotiva Trutnov            | 15:23                   |                         |
| Stříbrná medaile              | Patrik Horák            | OOB TJ Turnov            | 14:13                   | +0:21                   | Stříbrná medaile  | Karolína Bořánková           | OK Kamenice                          | 15:46                   | +0:23                   |
| Bronzová medaile              | Marek Minář Petr Horvát | Magnus Orienteering      | 14:59                   | +1:07                   | Bronzová medaile  | Kateřina Chromá              | SK Žabovřesky Brno                   | 15:58                   | +0:35                   |
| Pořadí                        | H16 – mladší dorostenci | H16 – mladší dorostenci  | H16 – mladší dorostenci | H16 – mladší dorostenci | Pořadí            | D16 – mladší dorostenky      | D16 – mladší dorostenky              | D16 – mladší dorostenky | D16 – mladší dorostenky |
| Zlatá medaile                 | Vojtěch Kettner         | OK Kamenice              | 12:46                   |                         | Zlatá medaile     | Petra Hančová                | OOS TJ Spartak Vrchlabí              | 12:13                   |                         |
| Stříbrná medaile              | Štěpán Mudrák           | OOB TJ Slovan Luhačovice | 12:48                   | +0:02                   | Stříbrná medaile  | Zuzana Kožinová              | SK Praga                             | 12:19                   | +0:06                   |
| Bronzová medaile              | Jan Čech                | OK Jihlava               | 12:52                   | +0:06                   | Bronzová medaile  | Anna Štičková                | OOB TJ Turnov                        | 12:34                   | +0:21                   |
| << předchozí • následující >> |                         |                          |                         |                         |                   |                              |                                      |                         |                         |

Souhrnné informace naleznete v článku Mistrovství České republiky v orientačním běhu ve sprintu.

## Mistrovství ČR na krátké trati
Sestřih z mistrovství o délce 31 minut připravila Česká televize.
| Datum závodu   | 9.–10. 6. 2012 |  | Místo konání    | Rusava • aréna                 |  | Pořadatel       | SKOB Zlín                     |
| Ředitel závodu | Tomáš Podmolík |  | Hlavní rozhodčí | Monika Krejčíková              |  | Stavitelé tratí | Evžen Pekárek, Tomáš Slováček |
| Název mapy     | Ráztoka        |  | Web závodu      | http://mcrkt2012.skob-zlin.cz/ |  | Výsledky závodu |                               |

| Zkrácené výsledky             | Zkrácené výsledky       | Zkrácené výsledky        | Zkrácené výsledky       | Zkrácené výsledky       | Zkrácené výsledky | Zkrácené výsledky       | Zkrácené výsledky       | Zkrácené výsledky       | Zkrácené výsledky       |
| Pořadí                        | H21 – muži              | H21 – muži               | H21 – muži              | H21 – muži              | Pořadí            | D21 – ženy              | D21 – ženy              | D21 – ženy              | D21 – ženy              |
| ----------------------------- | ----------------------- | ------------------------ | ----------------------- | ----------------------- | ----------------- | ----------------------- | ----------------------- | ----------------------- | ----------------------- |
| Zlatá medaile                 | Štěpán Kodeda           | Sportcentrum Jičín       | 38:44                   |                         | Zlatá medaile     | Dana Brožková           | Sportcentrum Jičín      | 35:39                   |                         |
| Stříbrná medaile              | Adam Chromý             | SK Žabovřesky Brno       | 39:50                   | +1:06                   | Stříbrná medaile  | Iveta Duchová           | OK Lokomotiva Pardubice | 37:51                   | +2:12                   |
| Bronzová medaile              | Martin Janata           | Oddíl OB Kotlářka        | 40:20                   | +1:36                   | Bronzová medaile  | Ivana Bochenková        | Sportcentrum Jičín      | 37:56                   | +2:17                   |
| 4                             | Michal Krajčík          | Slovensko                | 40:31                   | +1:47                   | Bronzová medaile  | Radka Brožková          | Sportcentrum Jičín      | 37:56                   | +2:17                   |
| 5                             | Eduard Šmehlík          | OK Slavia Hradec Králové | 40:40                   | +1:56                   | 5                 | Jana Knapová            | OK Lokomotiva Pardubice | 39:06                   | +3:27                   |
| 6                             | Osvald Kozák            | KOS TJ Tesla Brno        | 40:42                   | +1:58                   | 6                 | Zdenka Kozáková         | KOS TJ Tesla Brno       | 39:31                   | +3:52                   |
| 7                             | Pavel Kubát             | OK 99 Hradec Králové     | 40:44                   | +2:00                   | 7                 | Eva Kabáthová           | SK Žabovřesky Brno      | 39:49                   | +4:10                   |
| 8                             | Michal Jedlička         | OK Slavia Hradec Králové | 41:07                   | +2:23                   | 8                 | Hana Hlavová            | SK Žabovřesky Brno      | 40:17                   | +4:38                   |
| 9                             | Radek Nožka             | OK Lokomotiva Pardubice  | 41:36                   | +2:52                   | 9                 | Adéla Indráková         | SK Žabovřesky Brno      | 40:30                   | +4:51                   |
| 10                            | Miloš Nykodým           | SK Žabovřesky Brno       | 41:40                   | +2:56                   | 10                | Monika Topinková        | OK 99 Hradec Králové    | 40:34                   | +4:55                   |
| Pořadí                        | H20 – junioři           | H20 – junioři            | H20 – junioři           | H20 – junioři           | Pořadí            | D20 – juniorky          | D20 – juniorky          | D20 – juniorky          | D20 – juniorky          |
| Zlatá medaile                 | Michal Hubáček          | OOB TJ Slovan Luhačovice | 31:15                   |                         | Zlatá medaile     | Petra Pavlovcová        | OOB TJ Turnov           | 31:43                   |                         |
| Stříbrná medaile              | Jan Petržela            | OK 99 Hradec Králové     | 31:55                   | +0:40                   | Stříbrná medaile  | Vendula Horčičková      | SOB Olomouc             | 32:17                   | +0:34                   |
| Bronzová medaile              | František Kolovský      | OK Lokomotiva Plzeň      | 32:13                   | +0:58                   | Bronzová medaile  | Barbora Hrušková        | SK Žabovřesky Brno      | 33:48                   | +2:05                   |
| Pořadí                        | H18 – starší dorostenci | H18 – starší dorostenci  | H18 – starší dorostenci | H18 – starší dorostenci | Pořadí            | D18 – starší dorostenky | D18 – starší dorostenky | D18 – starší dorostenky | D18 – starší dorostenky |
| Zlatá medaile                 | Jonáš Hubáček           | OOB TJ Slovan Luhačovice | 28:23                   |                         | Zlatá medaile     | Markéta Novotná         | OK 99 Hradec Králové    | 29:52                   |                         |
| Stříbrná medaile              | Václav Šňupárek         | Oddíl OB Kotlářka        | 29:39                   | +1:16                   | Stříbrná medaile  | Jitka Jeřábková         | SKOB Zlín               | 33:21                   | +3:29                   |
| Bronzová medaile              | Jan Láznička            | SKOB Zlín                | 30:12                   | +1:49                   | Bronzová medaile  | Klára Procházková       | OK Lokomotiva Pardubice | 34:18                   | +4:26                   |
| Pořadí                        | H16 – mladší dorostenci | H16 – mladší dorostenci  | H16 – mladší dorostenci | H16 – mladší dorostenci | Pořadí            | D16 – mladší dorostenky | D16 – mladší dorostenky | D16 – mladší dorostenky | D16 – mladší dorostenky |
| Zlatá medaile                 | Vojtěch Kettner         | OK Kamenice              | 22:48                   |                         | Zlatá medaile     | Anna Štičková           | OOB TJ Turnov           | 27:51                   |                         |
| Stříbrná medaile              | Štěpán Mudrák           | OOB TJ Slovan Luhačovice | 23:44                   | +0:56                   | Stříbrná medaile  | Klára Novotná           | OK 99 Hradec Králové    | 28:17                   | +0:26                   |
| Bronzová medaile              | Vojtěch Illner          | Oddíl OB Kotlářka        | 25:34                   | +2:46                   | Bronzová medaile  | Tereza Čechová          | OK Jihlava              | 30:11                   | +2:20                   |
| << předchozí • následující >> |                         |                          |                         |                         |                   |                         |                         |                         |                         |

Souhrnné informace naleznete v článku Mistrovství České republiky v orientačním běhu na krátké trati.

## Mistrovství ČR na klasické trati
Česká televize připravila záznam ze závodu o délce 151 minut.
| Datum závodu   | 28.–29. 9. 2012 |  | Místo konání    | Olešnice - Mlýnice • aréna                      |  | Pořadatel       | OK 99 Hradec Králové+ SOK Turnov |
| Ředitel závodu | Milan Novotný   |  | Hlavní rozhodčí | Petr Vítek                                      |  | Stavitelé tratí | Tomáš Zakouřil, Václav Zakouřil  |
| Název mapy     | Kost            |  | Web závodu      | wwwArchivováno 14. 12. 2017 na Wayback Machine. |  | Výsledky závodu |                                  |

| Zkrácené výsledky             | Zkrácené výsledky       | Zkrácené výsledky        | Zkrácené výsledky       | Zkrácené výsledky       | Zkrácené výsledky | Zkrácené výsledky       | Zkrácené výsledky         | Zkrácené výsledky       | Zkrácené výsledky       |
| Pořadí                        | H21 – muži              | H21 – muži               | H21 – muži              | H21 – muži              | Pořadí            | D21 – ženy              | D21 – ženy                | D21 – ženy              | D21 – ženy              |
| ----------------------------- | ----------------------- | ------------------------ | ----------------------- | ----------------------- | ----------------- | ----------------------- | ------------------------- | ----------------------- | ----------------------- |
| Zlatá medaile                 | Jan Procházka           | SK Praga                 | 1:30:21                 |                         | Zlatá medaile     | Kamila Gregorová        | SK OB Chotěboř            | 1:11:53                 |                         |
| Stříbrná medaile              | Jan Šedivý              | SK Praga                 | 1:30:47                 | +0:26                   | Stříbrná medaile  | Iveta Duchová           | OK Lokomotiva Pardubice   | 1:12:12                 | +0:19                   |
| Bronzová medaile              | Tomáš Dlabaja           | OOB TJ Turnov            | 1:30:54                 | +0:33                   | Bronzová medaile  | Jana Macinská           | OK 99 Hradec Králové      | 1:13:18                 | +1:25                   |
| 4                             | Adam Chromý             | SK Žabovřesky Brno       | 1:33:01                 | +2:40                   | 4                 | Zuzana Jedličková       | OK Slavia Hradec Králové  | 1:14:04                 | +2:11                   |
| 5                             | Vojtěch Král            | SK Severka Šumperk       | 1:35:18                 | +4:57                   | 5                 | Michaela Omová          | OOB TJ Turnov             | 1:14:12                 | +2:19                   |
| 6                             | Štěpán Kodeda           | Sportcentrum Jičín       | 1:37:07                 | +6:46                   | 6                 | Eva Kabáthová           | SK Žabovřesky Brno        | 1:14:31                 | +2:38                   |
| 7                             | Michal Smola            | SKOB Zlín                | 1:39:20                 | +8:59                   | 7                 | Zdenka Kozáková         | KOS TJ Tesla Brno         | 1:14:51                 | +2:58                   |
| 8                             | Jan Mrázek              | OK Sparta Praha          | 1:39:43                 | +9:22                   | 8                 | Martina Zvěřinová       | OK Lokomotiva Pardubice   | 1:15:44                 | +3:51                   |
| 9                             | Miloš Nykodým           | SK Žabovřesky Brno       | 1:42:00                 | +11:39                  | 9                 | Monika Topinková        | OK 99 Hradec Králové      | 1:16:09                 | +4:16                   |
| 10                            | Martin Janata           | Oddíl OB Kotlářka        | 1:43:08                 | +12:47                  | 10                | Jana Knapová            | OK Lokomotiva Pardubice   | 1:16:33                 | +4:40                   |
| Pořadí                        | H20 – junioři           | H20 – junioři            | H20 – junioři           | H20 – junioři           | Pořadí            | D20 – juniorky          | D20 – juniorky            | D20 – juniorky          | D20 – juniorky          |
| Zlatá medaile                 | Jan Petržela            | OK 99 Hradec Králové     | 1:02:13                 |                         | Zlatá medaile     | Petra Pavlovcová        | OOB TJ Turnov             | 58:35                   |                         |
| Stříbrná medaile              | Adam Chloupek           | OOB TJ Turnov            | 1:04:47                 | +2:34                   | Stříbrná medaile  | Vendula Horčičková      | SOB Olomouc               | 59:06                   | +0:31                   |
| Bronzová medaile              | Boris Navrátil          | Orientační Běh Opava     | 1:06:18                 | +4:05                   | Bronzová medaile  | Lenka Knapová           | OK Lokomotiva Pardubice   | 1:02:41                 | +4:06                   |
| Pořadí                        | H18 – starší dorostenci | H18 – starší dorostenci  | H18 – starší dorostenci | H18 – starší dorostenci | Pořadí            | D18 – starší dorostenky | D18 – starší dorostenky   | D18 – starší dorostenky | D18 – starší dorostenky |
| Zlatá medaile                 | Jonáš Hubáček           | OOB TJ Slovan Luhačovice | 1:00:47                 |                         | Zlatá medaile     | Markéta Novotná         | OK 99 Hradec Králové      | 49:18                   |                         |
| Stříbrná medaile              | Márton Kazal            | Maďarsko                 | 1:02:33                 | +1:46                   | Stříbrná medaile  | Lenka Svobodová         | OOB TJ Lokomotiva Trutnov | 53:08                   | +3:50                   |
| Bronzová medaile              | Jan Grundmann           | OK Lokomotiva Pardubice  | 1:02:40                 | +1:53                   | Bronzová medaile  | Karolína Bořánková      | OK Kamenice               | 53:20                   | +4:02                   |
| Pořadí                        | H16 – mladší dorostenci | H16 – mladší dorostenci  | H16 – mladší dorostenci | H16 – mladší dorostenci | Pořadí            | D16 – mladší dorostenky | D16 – mladší dorostenky   | D16 – mladší dorostenky | D16 – mladší dorostenky |
| Zlatá medaile                 | Štěpán Mudrák           | OOB TJ Slovan Luhačovice | 52:44                   |                         | Zlatá medaile     | Barbara Vavrysová       | OOB TJ Slovan Luhačovice  | 45:41                   |                         |
| Stříbrná medaile              | Jan Čech                | OK Jihlava               | 54:22                   | +1:38                   | Stříbrná medaile  | Petra Hančová           | OOS TJ Spartak Vrchlabí   | 46:28                   | +0:47                   |
| Bronzová medaile              | Mátyás Mészáros         | Maďarsko                 | 55:28                   | +2:44                   | Bronzová medaile  | Zuzana Kožinová         | SK Praga                  | 46:39                   | +0:58                   |
| << předchozí • následující >> |                         |                          |                         |                         |                   |                         |                           |                         |                         |

Souhrnné informace naleznete v článku Mistrovství České republiky v orientačním běhu na klasické trati.

## Mistrovství ČR štafet
Česká televize připravila reportáž ze závodu o délce 15 minut.
| Datum závodu   | 6. 10. 2012  |  | Místo konání    | Ochoz u Brna • aréna       |  | Pořadatel       | SK Žabovřesky Brno |
| Ředitel závodu | David Kabáth |  | Hlavní rozhodčí | Libor Zřídkaveselý         |  | Stavitelé tratí | Jan Zháňal         |
| Název mapy     | Malý lesík   |  | Web závodu      | http://mcrdruzstva.eob.cz/ |  | Výsledky závodu |                    |

| Zkrácené výsledky             | Zkrácené výsledky                                                   | Zkrácené výsledky | Zkrácené výsledky | Zkrácené výsledky | Zkrácené výsledky                                                                | Zkrácené výsledky | Zkrácené výsledky | Zkrácené výsledky | Zkrácené výsledky |
| Pořadí                        | H21 – muži                                                          | H21 – muži        | H21 – muži        | Pořadí            | D21 – ženy                                                                       | D21 – ženy        | D21 – ženy        |                   |                   |
| ----------------------------- | ------------------------------------------------------------------- | ----------------- | ----------------- | ----------------- | -------------------------------------------------------------------------------- | ----------------- | ----------------- | ----------------- | ----------------- |
|                               | kategorie zrušena                                                   |                   |                   | Zlatá medaile     | OOB TJ Turnov Petra Pavlovcová Iva Rufferová Michaela Gomzyk Omová               | 2:04:13           |                   |                   |                   |
|                               |                                                                     |                   |                   | Stříbrná medaile  | Sportcentrum Jičín Martina Uvizlová Radka Brožková Ivana Bochenková              | 2:06:15           | +2:02             |                   |                   |
|                               |                                                                     |                   |                   | Bronzová medaile  | OK Lokomotiva Pardubice Pavla Udržalová Jana Knapová Iveta Duchová               | 2:07:35           | +3:22             |                   |                   |
|                               |                                                                     |                   |                   | 4                 | Oddíl OB Kotlářka Šárka Svobodná Simona Karochová Kristýna Kovářová              | 2:08:00           | +3:47             |                   |                   |
|                               |                                                                     |                   |                   | 5                 | OK Slavia Hradec Králové Veronika Doležalová Zuzana Jedličková Martina Hepnerová | 2:09:54           | +5:41             |                   |                   |
| Pořadí                        | H18 – dorostenci                                                    | H18 – dorostenci  | H18 – dorostenci  | Pořadí            | D18 – dorostenky                                                                 | D18 – dorostenky  | D18 – dorostenky  |                   |                   |
| Zlatá medaile                 | OOB TJ Slovan Luhačovice Štěpán Mudrák Vojtěch Sýkora Jonáš Hubáček | 2:09:00           |                   | Zlatá medaile     | OK 99 Hradec Králové Weronika Cych Klára Novotná Lenka Svobodová                 | 1:52:53           |                   |                   |                   |
| Stříbrná medaile              | OOB TJ Turnov Michal Rychlý Jan Pavlovec Patrik Horák               | 2:11:21           | +2:21             | Stříbrná medaile  | OK Lokomotiva Pardubice Pavla Horová Klára Procházková Petra Hančová             | 1:53:41           | +0:48             |                   |                   |
| Bronzová medaile              | OK Kamenice Vojtěch Kettner Lukáš Kettner Ondřej Semík              | 2:14:47           | +5:47             | Bronzová medaile  | Oddíl OB Kotlářka Tereza Nováková Anna Šňupárková Hana Dlouhá                    | 1:57:24           | +4:31             |                   |                   |
| << předchozí • následující >> |                                                                     |                   |                   |                   |                                                                                  |                   |                   |                   |                   |

Souhrnné informace naleznete v článku Mistrovství České republiky v orientačním běhu štafet.

## Mistrovství ČR klubů a oblastních výběrů
| Datum závodu   | 7. 10. 2012  |  | Místo konání    | Ochoz u Brna • aréna |  | Pořadatel       | SK Žabovřesky Brno |
| Ředitel závodu | David Kabáth |  | Hlavní rozhodčí | Libor Zřídkaveselý   |  | Stavitelé tratí | Jan Zháňal         |
| Název mapy     | Křtiny       |  | Web závodu      | www                  |  | Výsledky závodu |                    |

| Zkrácené výsledky             | Zkrácené výsledky | Zkrácené výsledky | Zkrácené výsledky | Zkrácené výsledky | Zkrácené výsledky | Zkrácené výsledky | Zkrácené výsledky | Zkrácené výsledky | Zkrácené výsledky |
| Pořadí                        | DH21 - dospělí | DH21 - dospělí    | DH21 - dospělí    | Pořadí            | DH18 - dorost | DH18 - dorost     | DH18 - dorost     |                   |                   |
| ----------------------------- | --- | ----------------- | ----------------- | ----------------- | --- | ----------------- | ----------------- | ----------------- | ----------------- |
| Zlatá medaile                 | SK Žabovřesky Brno Palo Bukovac Adéla Indráková Michal Bialožyt Hana Hlavová Miloš Nykodým Eva Kabáthová Adam Chromý      | 5:08:20           |                   | Zlatá medaile     | OK 99 Hradec Králové Mateusz Dzioba Weronika Cych Petr Horáček Klára Novotná Matěj Mašata Lenka Svobodová Adam Růžička            | 4:58:58           |                   |                   |                   |
| Stříbrná medaile              | OOB TJ Turnov Adam Chloupek Petra Pavlovcová Petr Fodor Iva Rufferová Pavel Hradec Michaela Gomzyk Omová Tomáš Dlabaja    | 5:13:28           | +5:08             | Stříbrná medaile  | OK Kamenice Ondřej Semík Karolína Hausenblasová Vojtěch Kettner Marie Procházková Lukáš Kettner Karolína Bořánková Jan Valášek    | 5:05:58           | +7:00             |                   |                   |
| Bronzová medaile              | Sportcentrum Jičín Jan Beneš Martina Uvizlová Štěpán Holas Ivana Bochenková Martin Henych Radka Brožková Štěpán Kodeda    | 5:15:13           | +6:53             | Bronzová medaile  | OOB TJ Turnov Michal Rychlý Aneta Brožová Filip Wolf Lenka Kovářová Patrik Horák Anna Štičková Jan Pavlovec                       | 5:10:22           | +11:24            |                   |                   |
| 4                             | OK 99 Hradec Králové Jan Panchártek Denisa Kosová Petr Losman Monika Topinková Pavel Kubát Jana Macinská Jan Petržela     | 5:16:30           | +8:10             | 4                 | OK Lokomotiva Pardubice Martin Klabouch Klára Procházková Ondřej Šimáček Alena Voborníková Jan Grundmann Petra Hančová Adam Waněk | 5:10:54           | +11:56            |                   |                   |
| 5                             | OK Lokomotiva Pardubice Zbyněk Štěrba Jana Knapová David Procházka Pavla Udržalová Tomáš Udržal Iveta Duchová Radek Nožka | 5:16:47           | +8:27             | 5                 | OOB TJ Slovan Luhačovice Štěpán Mudrák Barbara Vavrysová Jan Slíva Jana Tesařová Jonáš Hubáček Martina Papugová Vojtěch Sýkora    | 5:16:43           | +17:45            |                   |                   |
| << předchozí • následující >> | |                   |                   |                   | |                   |                   |                   |                   |

Souhrnné informace naleznete v článku Mistrovství České republiky v orientačním běhu klubů a oblastních výběrů.